# Spaghettikürbis

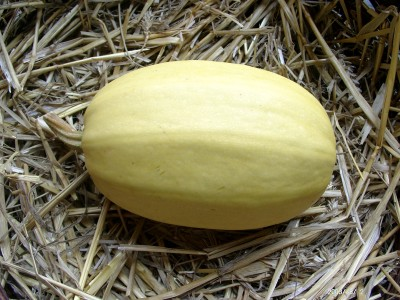
Spaghettikürbis

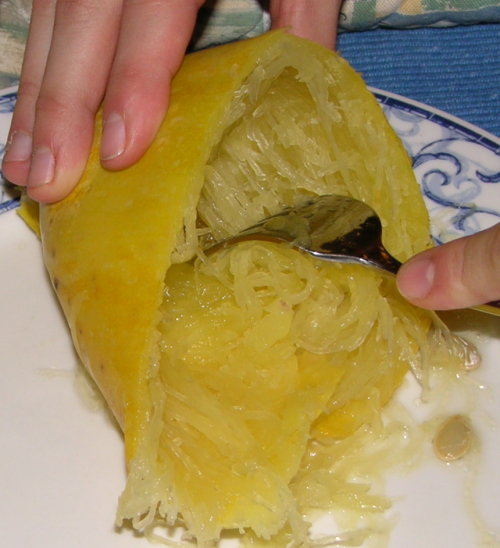
Zubereitung eines Spaghettikürbis

Der Spaghettikürbis ist eine ertragreiche, frühe Kürbissorte des Gartenkürbis (Cucurbita pepo) aus der Familie der Kürbisgewächse (Cucurbitaceae).
Die Fruchtform ist zylindrisch. Die Fruchtgröße (Durchmesser mal Höhe) beträgt 13 bis 16 Zentimeter mal 20 bis 30 Zentimeter. Er hat ein Gewicht von 1,5 bis 3,0 Kilogramm. Das Fruchtfleisch ist hellgelb und hat lange Fasern, die vage an Spaghetti erinnern und dem Kürbis seinen Namen geben. Die Anzahl der Früchte einer Pflanze beträgt 4 bis 8. Die Wuchsform ist rankend (Platzbedarf 3 m²). Er hat eine Reifezeit von etwa 100 Tagen. Da der Spaghettikürbis aufgrund seiner harten Schale gut lagerfähig ist, ist er von etwa Anfang September bis Anfang Januar im Handel.
Der Spaghettikürbis wird auch aufgrund seiner einfachen Zubereitung geschätzt: Er kann als Ganzes oder halbiert gekocht, gedämpft oder gebacken werden. Danach lässt sich das Fruchtfleisch in spaghetti-ähnliche Fäden zerzupfen.